# Leonard Lebow
Leonard Stanley Lebow (Chicago, 25 februari 1929 - 22 december 2007) was een Amerikaans componist en trompettist.

## Levensloop
Lebow studeerde muziektheorie, compositie en trompet aan het Chicago Musical College en later aan de Northwestern-universiteit in Chicago. Tussen 1952 en 1954 was hij lid van dans- en showorkesten in Bars en Nachtclubs in Las Vegas. Later werkte hij in Chicago en vanaf 1964 in Los Angeles en woonde tot zijn overlijden in Sherman Oaks.
Als componist schreef hij werken voor harmonieorkest, koperensembles en kamermuziek. 

## Composities

### Werken voor harmonieorkest
- 1988 Thousand Oaks Suite, oorspronkelijk getitelt Pastoral and Festival Overture
  1. Westlake
  2. Conejo Pageant
- Festival Parade
- Flight of the Humble Reed, voor klarinet en harmonieorkest
- Pastorale and Tarantella
- Ride the Matterhorn - An Alpine Journey
- Suite for Brass
  1. March
  2. Blues
  3. Reel

### Vocale muziek

#### Liederen
- 1983 All Who Love Santa Monica

### Kamermuziek
- 1956 Suite for brass, voor koperensemble (3 trompetten, 2 hoorns, 3 trombones, bariton, tuba) en slagwerk (of voor koperoctet)
- 1963 Popular Suite, voor koperkwintet (of koperensemble)
- 1981 L.A.'s the place
- 1984 Four Movie Scenes,[2] voor koperkwintet en drumstel
  1. Hollywood
  2. Love scene
  3. Detective story
  4. Musical comedy
- 4 Mouvements, voor saxofoonkwartet
- French Horn Up Front, voor koperkwintet
- Second suite for brass, voor koperkwintet